# Kenneth Lofton Jr.
Kenneth Lofton Jr., född 14 augusti 2002 i Port Arthur i Texas, är en amerikansk professionell basketspelare (PF/C) som spelar för Chicago Bulls i National Basketball Association (NBA). Han har tidigare spelat för Memphis Grizzlies, Philadelphia 76ers och Utah Jazz.
Lofton blev aldrig NBA-draftad.
Innan han blev proffs studerade Lofton vid Louisiana Tech University och spelade för deras idrottsförening Louisiana Tech Bulldogs.